# NHL 13
NHL 13 è un videogioco di hockey su ghiaccio sviluppato da EA Canada e pubblicato da EA Sports. È il ventiduesimo videogioco della serie NHL ed è stato pubblicato il 14 settembre 2012 in Europa. Il gioco è uscito su PlayStation 3 e Xbox 360, con Claude Giroux sulla copertina. È stato presentato presso la E3 2012.
Come in NHL 12, Gary Thorne e Bill Clement forniscono il commento per le partite in NHL 13.

## Nuove caratteristiche
- Team First Presentation: Mira a rendere l'esperienza di gioco più autentica rispetto al passato. Specifiche presentazioni per le squadre di NHL sono state aggiunte, ed è anche possibile personalizzarle manualmente.
- GM Connected: I giocatori possono tenere conto di ciò che sta accadendo nel loro campionato con un app per smartphone.
- NHL Moments Live: Permette ai giocatori di rivivere grandi partite a partire dalla stagione NHL 2011-12. Inoltre, vengono caricate le nuove partite con il progredire della stagione NHL 2012-13.

## Licenze e competizioni
NHL 13 contiene 8 competizioni con licenza ufficiale:
- American Hockey League
- Extraliga
- Deutsche Eishockey-Liga
- Elitserien
- National Hockey League
- SM-liiga
- Lega Nazionale A
- Canadian Hockey League (QMJHL, OHL, WHL)

## Limited Edition
Una edizione limitata chiamata Stanley Cup Collector's Edition è stata pubblicata nello stesso giorno di uscita di quella regolare.